# Cantón de Sainte-Enimie
El cantón de Sainte-Enimie era una división administrativa francesa, que estaba situada en el departamento de Lozère y la región de Languedoc-Rosellón.

## Composición
El cantón estaba formado por cinco comunas:
- La Malène
- Mas-Saint-Chély
- Montbrun
- Quézac
- Sainte-Enimie

## Supresión del cantón de Sainte-Enimie
En aplicación del Decreto n.º 2014-245 de 25 de febrero de 2014, el cantón de Sainte-Enimie fue suprimido el 22 de marzo de 2015 y sus 5 comunas pasaron a formar parte; tres del nuevo cantón de Florac y dos del nuevo cantón de La Canourgue.